# Ворожцов, Борис Иванович
Борис Иванович Ворожцов (1929—2021) — советский и российский учёный, кандидат физико-математических наук (1956), доктор технических наук (1974), профессор (1975), действительный член Международной Академии наук экологии, безопасности человека и природы.
Специалист в области разработки методов и средств контроля и технической диагностики изделий и материалов, а также преобразования тепловой энергии высокоэнергетических материалов в другие виды энергии; автор более 300 научных трудов, 4 монографий, а также 65 авторских свидетельств и патентов.

## Биография
Родился 19 сентября 1929 года в селе Щучинское Щучинского района Петропавловского округа Казакской АССР (ныне — город Щучинск в Акмолинской области Казахстана).
Окончил Томский государственный университет им. В. В. Куйбышева по специальности «физика». В 1960 году приехал из Томска в город Бийск уже будучи кандидатом физико-математических наук. Работал начальником лаборатории, затем заместителем генерального директора предприятия п/я № 28 (ныне Федеральный научно-производственный центр «Алтай»). Стал доктором технических наук.
С 1973 года Ворожцов работал доцентом, преподавал специальные дисциплины вечернего факультета Алтайского политехнического института (ныне Алтайский государственный технический университет) в Бийске. Позже факультет был преобразован в Бийский технологический институт (БТИ). В 1980—1990 годах Борис Иванович являлся заведующим кафедрой информационных и управляющих систем Бийского технологического института Алтайского государственного технического университета им. И. И. Ползунова. В 1995 году по его инициативе в БТИ была открыта аспирантура по специальности «Приборы и методы контроля природной среды, материалов, веществ и изделий» и начата подготовка специалистов высшей квалификации. Под научным руководством Б. И. Ворожцова были защищены 21 кандидатская и 3 докторских диссертации.
С 1992 года являлся членом Президиума и председателем Алтайского краевого регионального отделения Российского общества по неразрушающему контролю и технической диагностике (РОНКТД).
Принимал активное участие в становлении Института проблем химико-энергетических технологий Сибирского отделения РАН (ИПХЭТ СО РАН), созданного в Бийске в 2001 году, и являлся одним из ведущих его научных сотрудников.
Умер 1 апреля 2021 года.

## Заслуги
- Награждён орденами Ленина (1971), «Знак Почета» (1966) и «За заслуги перед Отечеством» IV степени (2005), а также медалями, в числе которых «За освоение целинных земель».
- Лауреат Государственной премии СССР (1984, за фундаментальные работы в области науки и техники) и премии Алтайского края в области науки и техники (2002).
- Удостоен званий «Заслуженный деятель науки и техники РСФСР» (1984) и «Заслуженный изобретатель РСФСР».
- В 2007 году постановлением Президиума Сибирского отделения РАН Б. И. Ворожцову присвоено звание «Заслуженный ветеран Сибирского отделения РАН».
- Также награждён почетным знаком СО РАН «Серебряная сигма» и нагрудным знаком Администрации города Бийска «За заслуги перед городом Бийском» III степени.
- Почетный гражданин города Бийска (2009).